# Grania torosa
Grania torosa is een ringworm uit de familie van de Enchytraeidae. De wetenschappelijke naam van de soort is voor het eerst geldig gepubliceerd in 2003 door Rota & Erseus.